# Dedee Pfeiffer
Dedee Pfeiffer, ursprungligen Dorothy Diane Pfeiffer, född den 1 januari 1964 i Midway City, Kalifornien, är en amerikansk skådespelerska och producent. Hon är yngre syster till Michelle Pfeiffer.
En av hennes första roller var som slampa i Trassel i natten (Into the Night), där storasyster Michelle hade en av huvudrollerna. En annan uppmärksammad produktion där systrarna spelade tillsammans var i Tid att älska. Dedee Pfeiffer har för övrigt uppträtt huvudsakligen i TV-serier, varav kan nämnas En röst i natten, Mord och inga visor, Seinfeld, För kärleks skull och Brottskod: Försvunnen.